# Оцветяване по Цил-Нилсен
Оцветяването по Цил-Нилсен е метод за оцветяване на киселинноустойчиви микроорганизми като причинителите на туберкулоза, проказа, актиномицети и други. Това са микроорганизми с повишено липидно съдържание в клетъчната стена.

## Принцип на оцветяването
Карболфуксинът оцветява всички бактерии в червено. Третирани с киселина и алкохол киселинно устойчивите бактерии не се обезцветяват.

## Техника на оцветяването
- Натривката се залива с карболфуксин и се нагрява с памучен тампон потопен в спирт до трикратно отделяне на пари.
- След охлаждане на предметното стъкло се промива с вода.
- Обезцветява се с 5% разтвор на концентрирана сярна киселина за 10 секунди.
- Повторно ie обезцветява с етанол за 1 - 2 минути.
- Промива се с вода.
- Залива се с метиленово синьо по Льофлер.
- Промива се с вода и се наблюдава с имерсия